# Maria Pastori
 Maria Pastori (* 10. März 1895 in Mailand, Italien; † 17. April 1975 ebenda) war eine italienische Mathematikerin und Hochschullehrerin. Sie war Professorin an der Universität Mailand.

## Leben und Werk
Pastori war das dritte Kind des Vormundes einer Ordensanstalt, Silvio Pastori, und der Stickerin Carolina Corti. Nachdem sie das nach Maria Gaetana Agnesi benannte örtliche Lehrinstitut besucht hatte, wurde sie 1912 Lehrerin an den Mailänder Grundschulen. Anschließend erwarb sie die technische Lizenz, die damals die Immatrikulation an den naturwissenschaftlichen Fakultäten ermöglichte, um sich 1915 zur Aufnahmeprüfung an der Scuola Normale Superiore in Pisa zu melden. 1920 schloss sie dort ihr Studium der Mathematik mit Auszeichnung ab. Anschließend unterrichtete sie an weiterführenden Schulen und war von 1925 bis 1929 Assistentin für höhere Analysis an der neu gegründeten Universität Mailand.
Sie entschied sich 1929 für eine Universitätslaufbahn und erhielt eine Assistenzstelle auf Lebenszeit am Lehrstuhl für Infinitesimalrechnung. Von 1933 bis 1939 unterrichtete sie an der Universität Messina Mechanik. 1939 erhielt sie den Lehrstuhl für Klassische Mechanik und wurde an die Universität Mailand zurückberufen. Sie bekam dort den Lehrstuhl für mathematische Institutionen und ab 1947 den Lehrstuhl für Klassische Mechanik. 1971 wurde sie von der Universität Mailand zur emeritierten Professorin ernannt.
Ihre wissenschaftliche Tätigkeit entwickelte sich nach den ersten Kontakten mit Gian Antonio Maggi, Umberto Cisotti und in der langen Zusammenarbeit mit Bruno Finzi. Als Expertin für Tensorrechnung und Differentialgeometrie befasste sie sich auch mit der Mechanik kontinuierlich verformbarer Körper, der Theorie der Wellenausbreitung, dem Elektromagnetismus, der Relativitätstheorie und der analytischen Mechanik.
Sie starb 1975 in Mailand.

## Ehrungen
- 1965: Goldmedaille für Verdienste um Schule, Kultur und Kunst[2]
- 1966: internationaler Wissenschaftspreis Isabella d'Este

## Mitgliedschaften
- 1958: Mitglied des Lombardischen Instituts für Wissenschaft und Literatur
- von 1947 bis 1952 Sekretärin des Mathematisch-Physikalischen Seminars von Mailand
- 1964: korrespondierendes Mitglied der Accademia Nazionale dei Lincei
- korrespondierendes Mitglied der Accademia delle Scienze di Torino

## Veröffentlichungen (Auswahl)
- Sui tensori emisotropi. In Rendiconti della R. Accademia nazionale dei Lincei. Classe di scienze fisiche, matematiche e naturali, 13, 1931, S. 109–114.
- Proprietà dei tensori emisimmetrici coniugati. In Rendiconti della R. Accademia nazionale dei Lincei. Classe di scienze fisiche, matematiche e naturali, n. 16, 1932.
- Sull'espressione generale dei tensori isotropi, in Rendiconti della R. Accademia nazionale dei Lincei. Classe di scienze fisiche, matematiche e naturali, n. 17, 1933.
- Sulle equazioni della meccanica dei mezzi isotropi non euclidei. In Rendiconti della R. Accademia nazionale dei Lincei. Classe di scienze fisiche, matematiche e naturali, s. VI, 19, 1934.
- Equilibrio di lastre e membrane elastiche. In Rendiconti del circolo matematico di Palermo, 58, 1934.
- I principali invarianti del campo elettromagnetico in teoria della relatività. In Rendiconti dell’Istituto lombardo di scienze e lettere, classe di scienze matematiche e naturali, s. III, n. 72, 1939.
- Principi variazionali del campo elettromagnetico. In Rendiconti della R. Accademia nazionale dei Lincei. Classe di scienze fisiche, matematiche e naturali, Classe di scienze fisiche, matematiche e naturali, 29, 1939.
- mit Bruno Finzi: Calcolo tensoriale e applicazioni. Bologna, Nicola Zanichelli, 1949.
- Apparent forces of analytical mechanics. Meccanica, 2, 1967.
- Nachruf Bruno Finzi in Rendiconti Seminario Mat. e Fis. Milano, Band 45, 1975, S. 6–17.